# Vera Misevich
Vera Antonovna Misevich, née le 10 avril 1945 à Kiev et morte le 4 mars 1995 dans la même ville, est une cavalière de dressage soviétique.

## Palmarès
- 1977 : médaille de bronze par équipe aux Championnats d'Europe de dressage
- 1980 : médaille d'or par équipe aux Jeux olympiques d'été de 1980 avec Plot
- 1981 : médaille de bronze par équipe aux Championnats d'Europe de dressage